# Jules Terryn
Jules Terryn (Deerlijk, 28 mei 1890 – Moeskroen, 14 maart 1971) was een Vlaamse bestuurder en (mede)stichter van sociale organisaties binnen het daensisme. Hij was tevens politicus voor deze beweging.

## Sociale werking
Terryn was actief voor het daensisme in de regio Kortrijk-Moeskroen. In laatstgenoemde stad was hij betrokken bij de organisatie van de sociale werking van deze beweging: in 1926 hielp hij er mee de coöperatieve Volksverheffing te stichten (zie verder) en werd beheerder van het bijhorende Vlaamsch Huis. In 1931 was hij medestichter van het ziekenfonds Volksverheffing-Steunt Elkander, waarvan hij beheerder was van 1940 tot 1966. De eerste jaren had dit fonds banden met het daensistische ziekenfonds Helpt Elkander van Kortrijk, later met Ik Dien uit Aalst. Daarnaast was Terryn de drijvende kracht van de Centrale Democratische Vakvereeniging Helpt Elkander, een vereniging die gesticht was in Kortrijk in 1920 en die operationeel bleef tot in 1977.

## Politiek
Jules Terryn engageerde zich ook politiek. Hij ijverde voor een samenwerking van het daensisme met de Vlaams-nationalisten en kwam zodoende op kartellijsten. Bij de parlementsverkiezingen van 1929 was hij derde opvolger op een Kamerlijst voor het arrondissement Kortrijk en in 1932 derde opvolger op de lijst van de Vlaams-Nationale Demokraten. Nog in 1932 stond hij bij de provinciale verkiezingen op de tweede plaats voor het kiesdistrict Menen-Moorsele en in 1936 op de derde plaats van de Vlaams-Nationale Demokraten voor het kiesdistrict Menen-Moorsele. Hij raakte echter nooit verkozen.

## Priester Daensvrienden
Intussen was Terryn na de Eerste Wereldoorlog voorzitter geworden van de Priester Daensvrienden van Moeskroen. In 1926 werkte deze vereniging mee aan de oprichting van de Samenwerkende Maatschappij Volksverheffing (zie hoger). Een samensmelting van het daensisme met het rechtse Vlaams-nationalisme vonden de daensisten van Moeskroen een brug te ver. Ze steunden daarentegen Hector Plancquaert en Gustaaf Doussy die zich in 1936 bij de parlementsverkiezingen hadden gekeerd tegen het te rechts bevonden Vlaams Nationaal Verbond. 
Tijdens de Tweede Wereldoorlog bleven de Moeskroense daensisten weg van de collaboratie. In 1945 vond een heroprichting plaats van hun beweging, met als hoogtepunt de opening in 1951 van een vernieuwde feestzaal Volksverheffing. In 1977 ten slotte werd de vereniging opgedoekt.
Terryn had zich in 1962 nog heftig gekant tegen de overheveling van Komen en Moeskroen naar Henegouwen.